# Gerrit Voorting
Gerrit Voorting (n. 18 ianuarie 1923, Velsen, Olanda de Nord, Țările de Jos – d. 30 ianuarie 2015, Heemskerk, Olanda de Nord, Țările de Jos) a fost un ciclist olandez, medaliat olimpic. A participat la o ediție a Jocurilor Olimpice (1948) în care a câștigat o medalie de argint.